# Вишневе (Скадовський район)
Вишневе — селище в Україні, у Скадовській міській громаді Скадовського району Херсонської області. Населення становить 377 осіб. До 2020 орган місцевого самоврядування — Скадовська міська рада.

## Історія
Відповідно до Розпорядження Кабінету Міністрів України від 12 червня 2020 року № 726-р «Про визначення адміністративних центрів та затвердження територій територіальних громад Херсонської області» увійшло до складу Скадовської міської громади.
24 лютого 2022 року селище тимчасово окуповане російськими військами під час російсько-української війни.

## Населення
Згідно з переписом УРСР 1989 року чисельність наявного населення селища становила 383 особи, з яких 183 чоловіки та 200 жінок.
За переписом населення України 2001 року в селищі мешкали 377 осіб.

### Мовний склад
Рідна мова населення за даними перепису 2001 року:
| Мова            | Кількість | Відсоток |
| --------------- | --------- | -------- |
| українська      | 335       | 88.86%   |
| російська       | 21        | 5.57%    |
| румунська       | 3         | 0.80%    |
| вірменська      | 1         | 0.26%    |
| інші/не вказали | 17        | 4.51%    |
| Усього          | 377       | 100%     |